# Böle, Piteå kommun
Böle (umesamiska: Beävlla) är en by (tätort) utanför Piteå i Piteå kommun. Vid SCB:s ortsavgränsningar ingick Bölebyn i tätorten från 1990 till 2015 samt från 2023, vilket område dock 2020 avgränsades till en separat småort.

## Historia
Första gången byn nämns i skrift är i Stockholms stads tänkebok från 1505. Betydelsen av ordet "böle" är: boplats, gård.
I byn har flera arkeologiska fynd från stenåldern till bronsåldern påträffats. Fullt synliga än idag är ett vidsträckt system av fångstgropar i ett stort skogsområde alldeles utanför byn. Detta tyder på att här tidigt förekom fiske, jakt och jordbruk.
Fram till 1982 var Piteå flottningsförening (bildat 1884) den största arbetsgivaren i byn; skiljestället Böle-Bom är i Piteå en symbol för denna yrkesutövning. Tidigare fanns kafé, bageri, matvaruaffär, slakteri, sågverk och skeppsvarv. En skola byggdes i slutet på 1800-talet. Den blev för liten och en ny uppfördes 1927 och lades ner 1970 för att sedan åter ta den i bruk 1975. Elevantalet växte ånyo så att denna skola fick också byggas ut (1984). Då elevantalet växt ytterligare så beslutade kommunen 2024 att skolan ska totalrenoveras och byggas ut ytterligare. Byggandet beräknas att pågå mellan 2025 och 2027. Inom byggnaden så kommer det även att finnas tre förskoleavdelningar som förut har varit lokaliserade i separata hus.
Efter att i alla tider ha tagit sig över den närliggande Piteälven med färja eller båt byggdes en broförbindelse 1915–1917. Denna bro revs i samband med att en ny byggdes 1993–1994. I samband med att järnvägen drogs genom byn 1915 och att stationsbyggnad – magasin och lastplats för godshantering inrättades – blev Böle en knutpunkt i Infjärdenområdet. Godstågen rullar ännu, medan persontrafiken och poststationen upphörde 1969.

### Befolkningsutveckling
| Befolkningsutvecklingen i Böle 1960–2020                                                                  | Befolkningsutvecklingen i Böle 1960–2020 | Befolkningsutvecklingen i Böle 1960–2020 | Befolkningsutvecklingen i Böle 1960–2020 | Befolkningsutvecklingen i Böle 1960–2020 |
| --- | ---------------------------------------- | ---------------------------------------- | ---------------------------------------- | ---------------------------------------- |
| |                                          |                                          |                                          |                                          |
| År |                                          |                                          | Folkmängd                                | Areal (ha)                               |
| 1960 | 1960                                     |                                          | 194                                      | ¤                                        |
| 1975 | 1975                                     |                                          | 307                                      |                                          |
| 1980 | 1980                                     |                                          | 389                                      |                                          |
| 1990 | 1990                                     |                                          | 468                                      | 97                                       |
| 1995 | 1995                                     |                                          | 476                                      | 98                                       |
| 2000 | 2000                                     |                                          | 449                                      | 98                                       |
| 2005 | 2005                                     |                                          | 418                                      | 98                                       |
| 2010 | 2010                                     |                                          | 424                                      | 94                                       |
| 2015 | 2015                                     |                                          | 344                                      | 65                                       |
| 2020 | 2020                                     |                                          | 346                                      | 65                                       |
| Anm.: 1960 som Bölebyn. Ny tätort 1975, Bölebyn utbröts 2015 ¤ Som tätortsbebyggelse med 150-199 invånare |                                          |                                          |                                          |                                          |

## Samhället
I Böle finns skola, hundkennlar, hästar och en bonde. Logen Käcktjärn är sedan starten 1970 ett dansställe som under dansbandens guldålder på 70-talet var ett av Norrlands mest välbesökta.
En minnessten finns centralt belägen i byn som ett minne av kronprinsen, sedermera kung Karl XV:s besök 1858. Piteå Stads första borgmästare (1623–1641) kom från byn och hette Evert Eriksson.

## Näringsliv
Ett företag som gjorde byn känd "utomsocknes" var Bölebyns Garveri, som låg precis bredvid älven. Företaget var känt för sina genuina läderprodukter. Det lades ner 2023.
Ett företag som numera gör byn vida känd är matproducenten Böle potatis & kött. Dom saluför sina lokalproducerade produkter till affärer och skolor, i egen gårdsbutik samt via potatislastbilen som kör runt och säljer varorna runt om i länet.